# HMS Serapis (1779)

Combat mémorable donné le 22, septembre 1779, entre le Capitaine Pearson commandant le « Serapis » et Paul Jones commandant le « Bonhomme Richard », gravure de Richard Paton, 1779

Le HMS Serapis est un deux-ponts de cinquième rang de classe Roebuck en service dans la Royal Navy  à la fin du XVIIIe siècle. Construit par Brent built aux chantiers navals de Greenland South Dockyard, à Rotherhithe, il est lancé en 1779. Armé de 44 canons (20 de 18 livres, 20 de 9 livres et quatre de 6 livres). Le Serapis est baptisé d'après le dieu Serapis présent dans la mythologie égyptienne et grecque. Capturé par les Américains pendant la guerre d'indépendance des États-Unis, il est transféré à la France et reçoit une commission de navire corsaire. Il prend feu et sombre au large de Madagascar en 1781.

### Sources et bibliographie
En français
- Alain Demerliac, La Marine de Louis XVI : Nomenclature Des Navires Français De 1774 À 1792, Nice, Éditions Omega, 1996, 238 p. (ISBN 2-906381-23-3)

En anglais
- (en) Cet article est partiellement ou en totalité issu de l’article de Wikipédia en anglais intitulé « HMS Serapis (1779) » (voir la liste des auteurs).
- (en) H. W. Crocker III, Don't Tread on Me, New York, Crown Forum, 2006 (ISBN 978-1-4000-5363-6)
- (en) Stuart Rankin, Shipyards, Granaries and Wharves, Maritime Rotherhithe, History Walk B, Londres, Southwark Council, juillet 2004 (ISBN 0-905849-37-X, lire en ligne)
- (en) Rif Winfield, British Warships in the Age of Sail 1714-1792 : Design, Construction, Careers and Fates, Seaforth, 2007, 400 p. (ISBN 978-1-84415-700-6, lire en ligne)